# 团结新区站
团结新区站位于中华人民共和国四川省成都市新都区，是成都地铁3号线的地下车站。

## 本站概要
本站位于蓉都大道与新都工业大道交叉口北侧，于蓉都大道呈南北向布置，是成都地铁3号线的一座车站，于2018年7月15日，电务公司承建的成都地铁3号线三期团结新区站作为第一批移交车站正式移交运营，并于同年12月26日开通使用。

## 车站结构

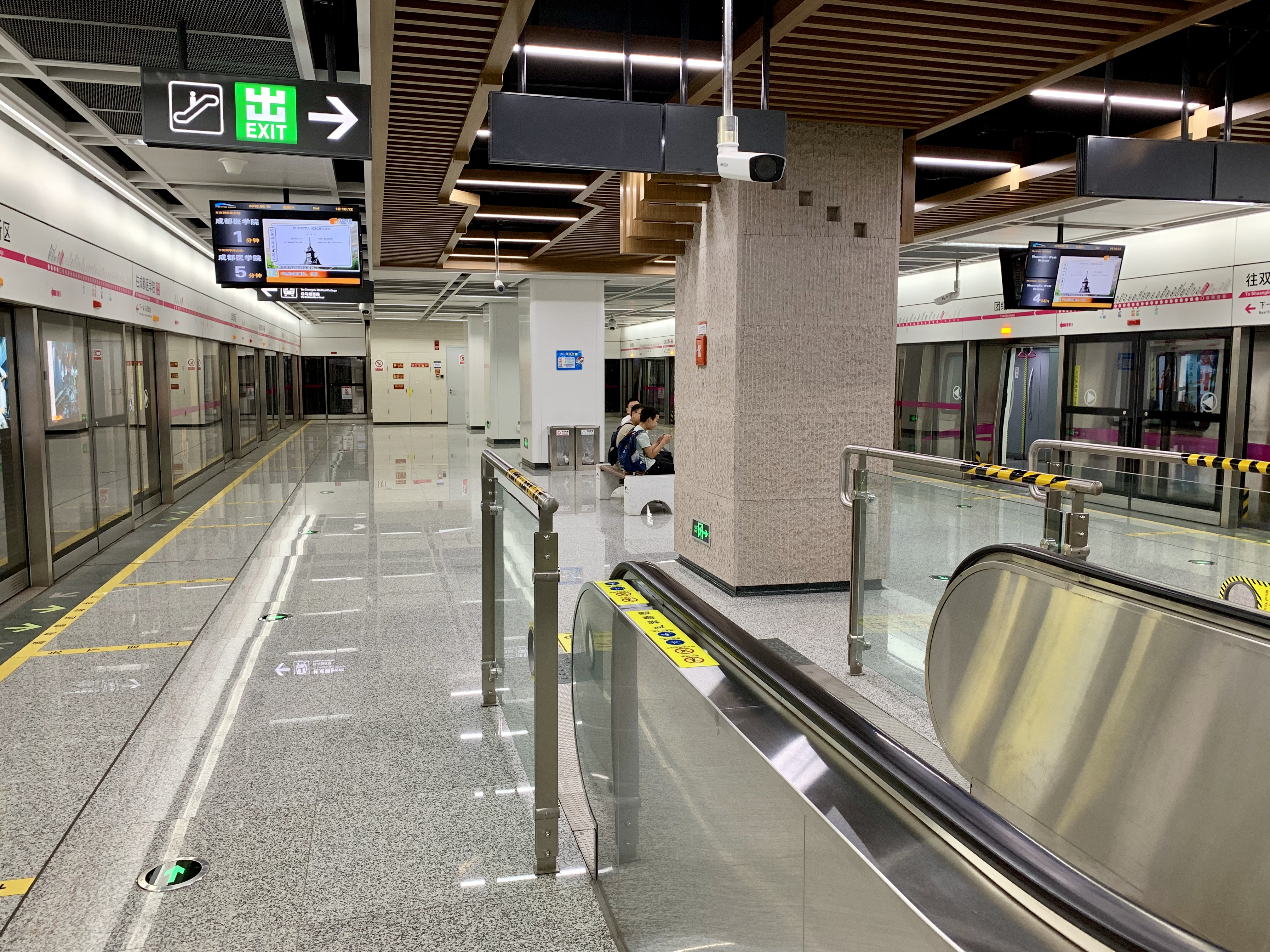
站台层
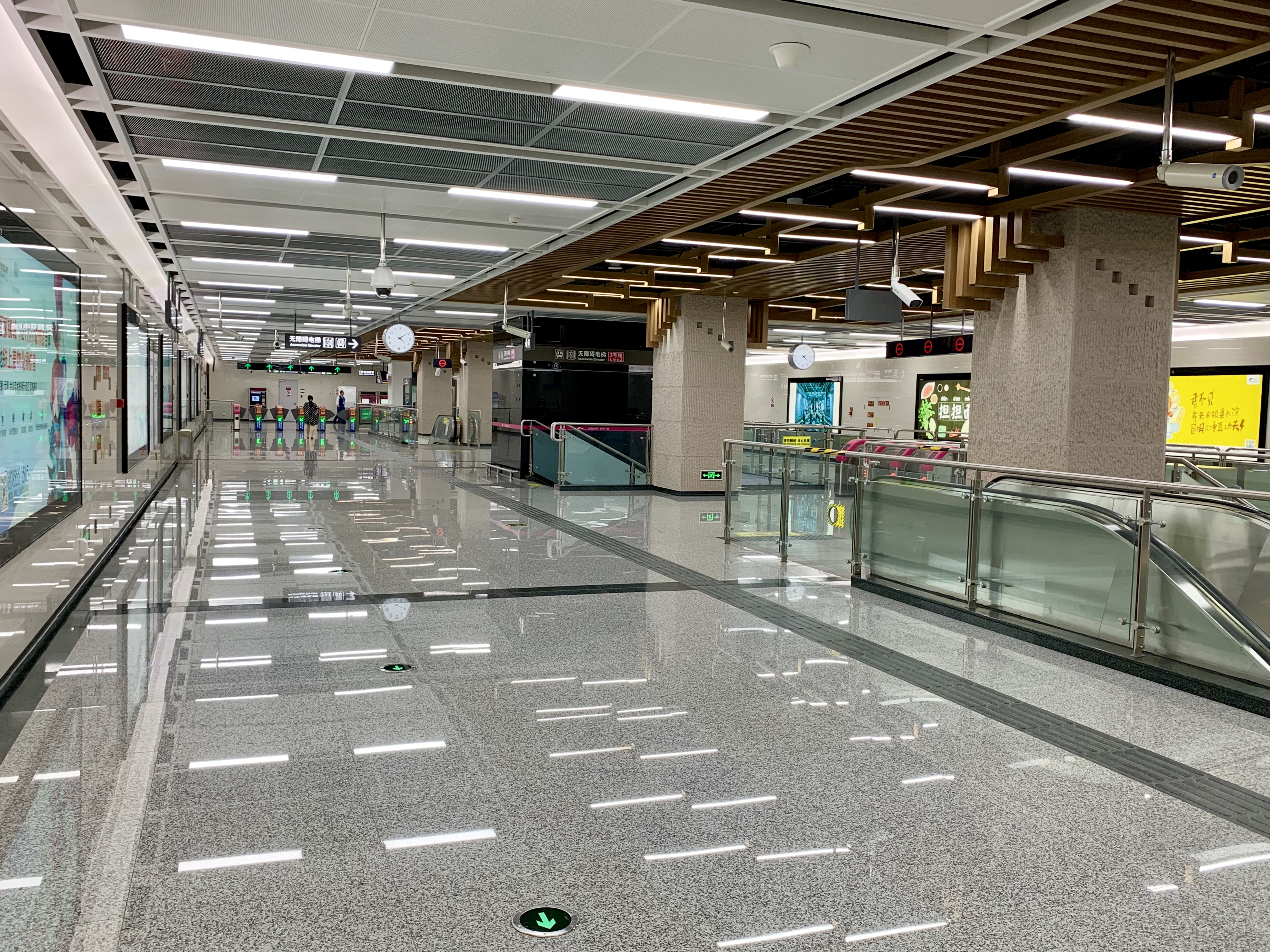
站厅层

本站为地下二层岛式站台车站。
| 地面      |                                    | 出入口                               |  |
| 地下 一层 | 站厅层                             | 安检、售票机、站内商店               |  |
| 地下 二层 |                                    | 3号线列车往成都医学院方向 （锦水河） |  |
| 地下 二层 | 岛式站台，左边车门将会开启         |                                      |  |
| 地下 二层 | 3号线列车往双流西方向 （马超西路） |                                      |  |

## 内装与公共设计
本站是3号线二三期11座标准站之一。包括本站在内的三号线三期标准站以花岗石立柱和木纹材料进行装饰，以褐色为主色调，象征成都往北沟通中原的古蜀栈道。

## 出入口信息
本站目前开放4个出入口。
| 出口编号 | 设施                    | 地点           | 可到达目的地 |
| -------- | ----------------------- | -------------- | ------------ |
|          |                         |                |              |
|          |                         | 蓉都大道南二段 |              |
| 出口 · B | 无障碍电梯 无障碍卫生间 | 蓉都大道南二段 |              |
| 出口 · C |                         | 蓉都大道南二段 |              |
| 出口 · D |                         | 蓉都大道南二段 |              |